# Красный Деркул
Красный Деркул (укр. Красний Деркул) — село, относится к Станично-Луганскому району Луганской области Украины.

## География и история
Село находится на реке Деркул (приток Северского Донца). Также в селе есть кладбище. 

## Население
Население по переписи 2001 года составляло 259 человек. Почтовый индекс — 93621. Телефонный код — 6472. Занимает площадь 1,1 км².

## Местный совет
93621, Луганська обл., Станично-Луганський р-н, с. Красна Талівка  (укр.)